# Guy Lafleur
Guy Damien Lafleur, OC, CQ (* 20. September 1951 in Thurso; † 22. April 2022 in Montreal) war ein kanadischer Eishockeyspieler, der im Verlauf seiner aktiven Karriere zwischen 1969 und 1991 unter anderem 1255 Spiele für die Canadiens de Montréal, New York Rangers und Nordiques de Québec in der National Hockey League (NHL) bestritt. Mit den Canadiens de Montréal prägte Lafleur die 1970er-Jahre der NHL, in denen er mit der Mannschaft zwischen 1972 und 1979 fünfmal den Stanley Cup gewann. Der wegen seiner wehenden blonden Haare le démon blond (der blonde Dämon) genannte Lafleur war einer der besten Rechtsaußen in der Geschichte dieser Sportart. So war er der erste Spieler in der Geschichte der NHL, der mindestens 50 Tore und 100 Punkte pro Saison in sechs aufeinanderfolgenden Jahren erzielte.

## Karriere
Schon als Kind war Guy Lafleur vom Eishockey begeistert. Sonntagmorgens schlich er in die Eishalle, um zu trainieren. Manchmal schlief er auch in seiner Eishockeyausrüstung. Er war begeisterter Fan der Canadiens de Montréal und eiferte seinem Vorbild Jean Béliveau nach. Als Junior machte Lafleur mit starken Leistungen bei den Remparts de Québec in der Ligue de hockey junior majeur du Québec (LHJMQ) auf sich aufmerksam. Im Jahr 1971 führte er sein Team zum Memorial Cup. Für Sam Pollock, den General Manager der Canadiens de Montréal, war klar, dass er Lafleur für sein Team verpflichten wollte. Es bedurfte einer Reihe von Tauschgeschäften, bis die Canadiens das erste Draftrecht beim NHL Amateur Draft 1971 von den California Golden Seals erwerben konnten. Lafleur hatte zuvor angedeutet, dass er unbedingt in seiner Heimatprovinz Québec bleiben wolle und gegebenenfalls auch in eine andere Liga wechseln würde. Jean Béliveau, der im Frühjahr zuvor seine Karriere beendet hatte, bot dem Top-Draftpick der Canadiens an, seine Rückennummer 4 zu tragen, die er auch bei den Junioren trug. Doch Lafleur fürchtete den damit verbundenen Druck und wählte die Nummer 10.
Gleich zur Saison 1971/72 gelang ihm der Durchbruch in der NHL. In seinen ersten drei Spielzeiten brachte er es jeweils auf deutlich über 50 Scorerpunkte. Einen deutlichen Schub erhielten seine Statistiken in der Saison 1974/75. Mit 119 Punkten hatte er seine erste Bestmarke fast verdoppelt und in den folgenden fünf Spielzeiten übertraf er diesen Wert jedes Mal. In der Saison 1976/77 stellte er mit 80 Vorlagen und 136 Punkten persönliche Bestleistungen auf, im folgenden Jahr erreichte er mit 60 Toren eine Bestmarke. Kein anderer Spieler hatte vor ihm in sechs aufeinander folgenden Spielzeiten über 50 Tore und 100 Punkte erzielt. In seinem 720. Spiel in der NHL erreichte er die 1000-Punkte-Marke. Keinem Spieler war das vor ihm schneller gelungen. In seinen vierzehn Jahren mit Montreal gewann er fünfmal den Stanley Cup. Im Sommer 1978 lieh er sich ungefragt die Trophäe aus und nahm sie mit in seinen Heimatort Thurso. Dort stellte er sie in den Garten vor sein Haus, damit seine Nachbarn sie sehen konnten.

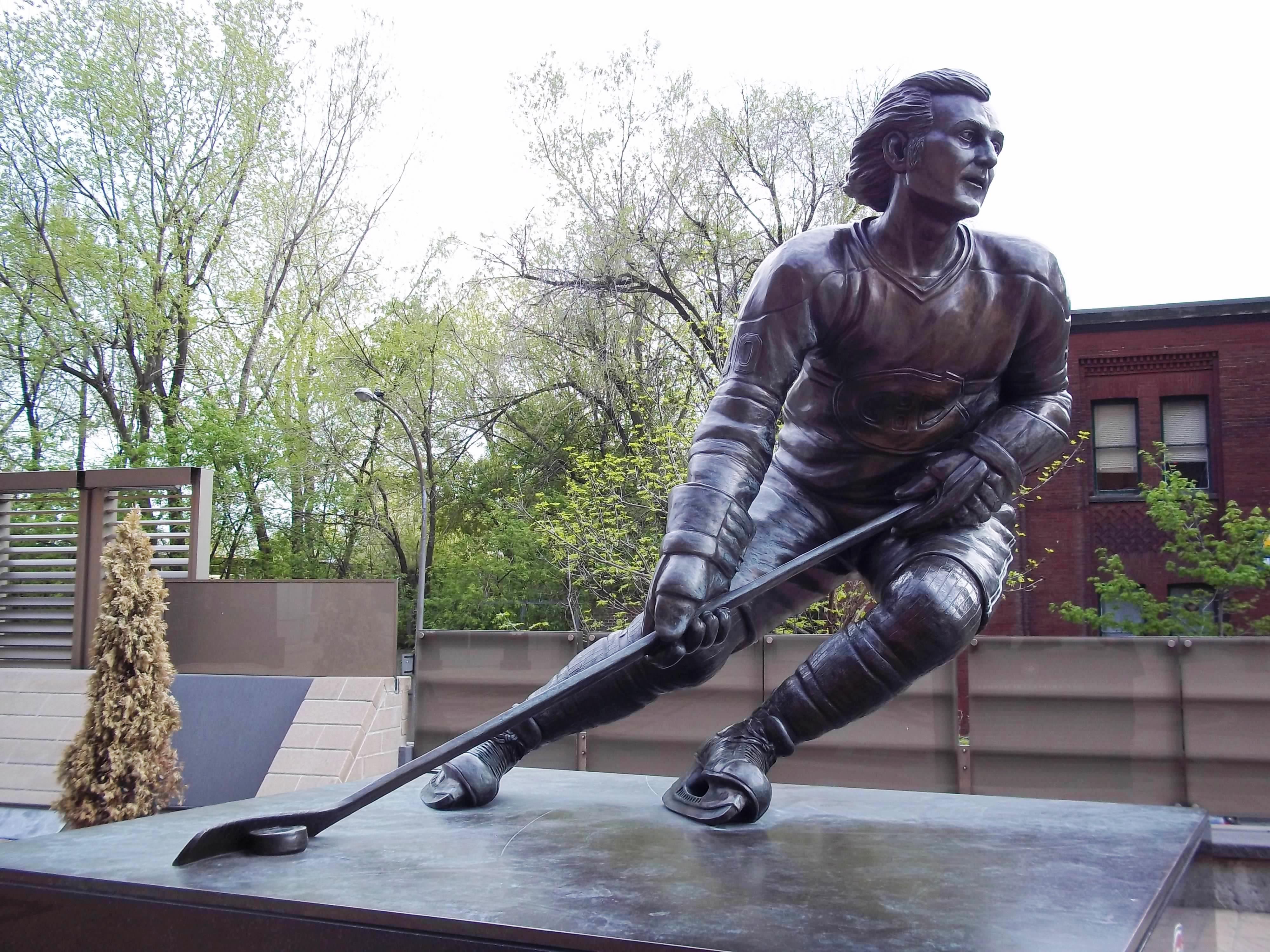
Statur Lafleurs vor dem Centre Bell in Montreál

Er nutzte seine Popularität und nahm eine Vielzahl von Werbeverträgen an. Außer für Eishockeyausrüstung warb er für Autos, Lebensmittel und vieles mehr. Ein schwerer Autounfall 1981 brachte einen Einschnitt in Lafleurs Leben. Danach wurde er ruhiger. Vorher war er als Kettenraucher bekannt und oft im Nachtleben von Montreal zu sehen. Nach dem Unfall legte er mehr Gewicht auf seine Familie. Nach einem schwachen Start in die Saison 1984/85, bei dem ihm in 19 Spielen nur zwei Treffer und drei Vorlagen gelungen waren, beendete er seine Karriere. Er wollte nicht nur der Zweitbeste sein.
Als die Canadiens sein Trikot mit der Nummer 10 unter das Stadiondach hängten, war er der sechste Spieler in der Teamgeschichte, dem diese Ehre zuteilwurde. Er übernahm eine Position im Stab der Canadiens, doch bald kam es zum Streit über sein Gehalt und damit auch zur Trennung. Im Jahr 1988 wurde er in die Hockey Hall of Fame aufgenommen und war nach Gordie Howe der zweite Spieler, der nach dieser Ehrung erneut als Spieler in die NHL zurückkehrte. Die New York Rangers hatten ihm ein Angebot unterbreitet und er bestritt für das Team in der Saison 1988/89 noch 67 Partien, in denen ihm 18 Tore und 27 Vorlagen gelangen. Nach Saisonende erhielt er ein gut dotiertes Angebot der Los Angeles Kings, doch nach einem Jahr in der Fremde entschied er sich zur Rückkehr nach Quebec. Er folgte seinem Freund und Trainer Michel Bergeron von den Rangers zu den Nordiques de Québec. Die Rangers erhielten von Quebec ein Draftrecht in der fünften Runde als Kompensation. Das nutzten sie gut und holten damit Sergei Subow. Nach zwei Spielzeiten beendete er endgültig seine Karriere in Quebec, dort, wo sie einst begonnen hatte. Die Minnesota North Stars sicherten sich im NHL Expansion Draft 1991 die Rechte an Lafleur, doch Quebec holte sie einen Tag später zurück.
Lafleur starb im April 2022 im Alter von 70 Jahren in seiner Wahlheimat Montréal an den Folgen eines Lungenkarzinoms; er war selbst zu seiner aktiven Zeit Raucher gewesen.

### International
In seiner Zeit bei den Canadiens vertrat er die kanadische Nationalmannschaft beim Canada Cup 1976 und 1981 sowie bei der Weltmeisterschaft 1981. Beim Challenge Cup 1979, einer Serie über drei Spiele gegen die sowjetische Nationalmannschaft, spielte er für die NHL All-Stars.

## Erfolge und Auszeichnungen
| - 1970 Coupe-du-Président-Gewinn mit den Remparts de Québec - 1971 Coupe-du-Président-Gewinn mit den Remparts de Québec - 1971 Trophée Jean Béliveau - 1971 Memorial-Cup-Gewinn mit den Remparts de Québec - 1972 Stanley-Cup-Gewinn mit den Canadiens de Montréal - 1975 Teilnahme am NHL All-Star Game - 1975 Stanley-Cup-Gewinn mit den Canadiens de Montréal - 1975 NHL First All-Star Team - 1976 Teilnahme am NHL All-Star Game - 1976 Art Ross Trophy - 1976 Lester B. Pearson Award - 1976 NHL First All-Star Team - 1977 Teilnahme am NHL All-Star Game - 1977 Art Ross Trophy - 1977 Stanley-Cup-Gewinn mit den Canadiens de Montréal - 1977 Conn Smythe Trophy - 1977 Hart Memorial Trophy - 1977 Lester B. Pearson Award - 1977 NHL First All-Star Team - 1977 Lou Marsh Trophy - 1978 Teilnahme am NHL All-Star Game | - 1978 Art Ross Trophy - 1978 Bester Torschütze der NHL - 1978 Führender der NHL Plus/Minus-Wertung - 1978 Stanley-Cup-Gewinn mit den Canadiens de Montréal - 1978 Hart Memorial Trophy - 1978 Lester B. Pearson Award - 1978 NHL First All-Star Team - 1979 Teilnahme am Challenge Cup - 1979 Stanley-Cup-Gewinn mit den Canadiens de Montréal - 1979 NHL First All-Star Team - 1980 Teilnahme am NHL All-Star Game - 1980 NHL First All-Star Team - 1980 Order of Canada - 1985 Sperrung der Trikotnummer 10 durch die Canadiens de Montréal - 1988 Aufnahme in die Hockey Hall of Fame - 1991 Teilnahme am NHL All-Star Game - 1996 Aufnahme in die Canada’s Sports Hall of Fame - 1997 Aufnahme in den Temple de la Renommée de la LHJMQ - 2005 Ordre national du Québec - 2022 Order of Hockey in Canada |

### International
- 1976 Goldmedaille beim Canada Cup
- 1981 Silbermedaille beim Canada Cup

## Karrierestatistik

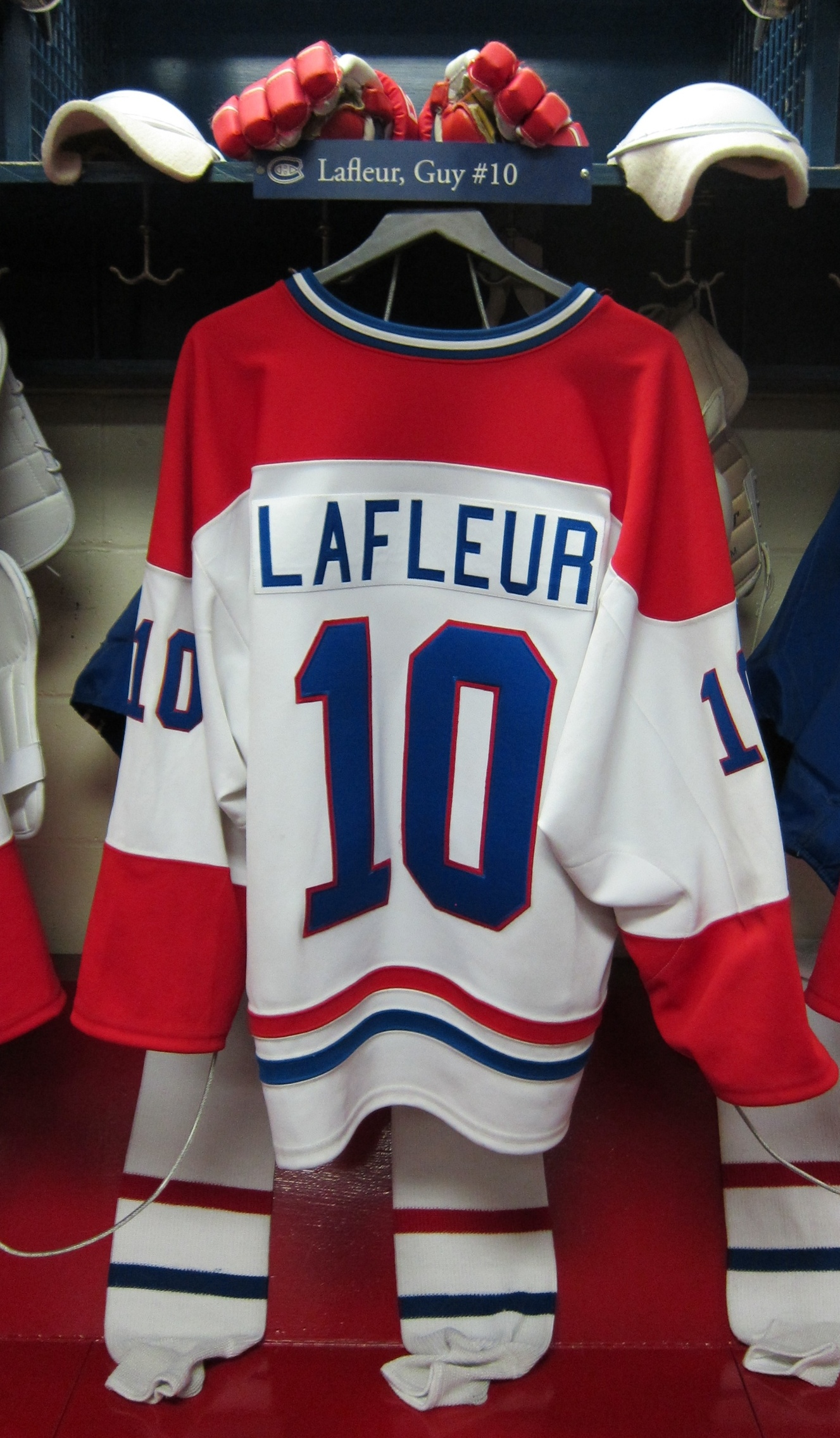
Lafleurs Trikot in der Ausstellung der Hockey Hall of Fame in Toronto

### International
| Vertrat Kanada bei: - Canada Cup 1976 - Weltmeisterschaft 1981 - Canada Cup 1981 | Vertrat National Hockey League bei: - Challenge Cup 1979 |

(Legende zur Spielerstatistik: Sp oder GP = absolvierte Spiele; T oder G = erzielte Tore; V oder A = erzielte Assists; Pkt oder Pts = erzielte Scorerpunkte; SM oder PIM = erhaltene Strafminuten; +/− = Plus/Minus-Bilanz; PP = erzielte Überzahltore; SH = erzielte Unterzahltore; GW = erzielte Siegtore; 1 Play-downs/Relegation; Kursiv: Statistik nicht vollständig)

## Varia
Im Jahr 2023 ehrte der Cirque du Soleil den legendären Guy Lafleur mit einer Produktion. Die Show GUY! GUY! GUY! wurde vom 19. Juli bis 19. August 2023 im Amphithéâtre Cogeco  in Trois-Rivieres (Quebec) aufgeführt.